# Macanais
Les Macanais (chinois traditionnel : 澳門人 ; chinois simplifié : 澳门人 ; litt. « les gens de Macau ») peut être un terme général pour les résidents ou natifs de Macao, une région administrative spéciale de la Chine et une ancienne colonie portugaise. Plus précisément, les macanais (en portugais: Macaense ; en chinois : 土生葡人 ; litt. « nés du peuple portugais »), sont un groupe ethnique, originaires de Macao depuis le XVIe siècle, comprenant surtout des gens avec une certaine ascendance portugaise,.

## Culture
Historiquement, de nombreux membres de la communauté macanaise parlent le patois macanais, un portugais fondé sur du créole, aujourd'hui pratiquement disparu. Beaucoup sont à l'aise dans les deux langues portugais et cantonais. Les macanais ont conservé une cuisine distincte de la cuisine chinoise.
- Culture de Macao

## Histoire

### Période portugaise
La culture portugaise domine chez les Macanais, mais les schémas culturels chinois sont également importants. La communauté a agi comme interface entre le régime du gouvernement colonial - les Portugais du Portugal, qui connaissent peu les Chinois - et la majorité chinoise (95 % de la population) qui savait tout aussi peu de choses sur les Portugais. La plupart des Macanais avaient un patrimoine paternel portugais depuis - jusqu'en 1974 - qu'il y avait des hommes portugais stationnées à Macao dans le cadre de leur service militaire. Beaucoup sont restés à Macao, après l'expiration de leur service militaire, se sont mariés, soit à des Macanaises soit à des Chinoises parlant le portugais.
Beaucoup de Macanais migrèrent vers les pays lusophones comme le Brésil ou les provinces portugaises africaines. De nombreux émigrés dans les provinces des pays africains et leurs descendants qui ont grandi là-bas, sont retournés à Macao parlant des langues portugaises et africaines comme secondes langues, avec seulement de faible connaissances de cantonais ou de patois macanais. Au cours de la fin du XIXe siècle, et de plus en plus durant l'Estado Novo, l'éducation de la plupart des Macanais s'est alignée sur celle des Portugais du continent - avec des écoles portugaises, en participant à un service militaire obligatoire (certains ont combattu en Afrique) et l'exercice de la foi catholique. Aussi récemment qu'en 1980, la plupart des Macanais n'avaient pas reçu une éducation formelle chinoise et, par conséquent, pourraient parler, mais pas lire ou écrire le chinois. Les personnes parlant cantonais ont un langage très familier, et quelques-uns parlaient la langue avec un accent régional (乡下 话) - acquis en grande partie de leurs mères ou amahs.
Depuis l'arrivée des Portugais à Macao - en 1557 - incluant une forte présence catholique, un certain nombre de chinois se sont convertis au catholicisme. Un grand nombre de macanais peuvent retracer leurs racines avec ces nouveaux chrétiens. Beaucoup de ces Chinois étaient intégrés à la communauté macanaise, en supprimant leurs noms de famille chinois et en adoptant des noms de famille portugais. Dans la mémoire collective populaire des macanais, il existe une comptine sur la paroisse, appelé 进 教 围, que ces chinois convertis ont vécu : 进 教 围, 割 辫仔, 唔系 姓 念珠 (Rosario) 就 系 姓 玫瑰 (Rosa). Par conséquent, il est supposé que beaucoup de macanais avec des noms de famille de Rosario ou Rosa étaient probablement d'origine chinoise. De ce fait, il existe de nombreuses Eurasiens portant des patronymes portugais Rosario, Rosa, et d'autres qui ne sont pas de sang portugais peuvent être confondus. Ces Eurasiens ont des ancêtres britanniques, blancs américains, canadiens, australiens, et quelques autres Européens qui résident à Macao pour les affaires.
Au milieu du XXe siècle, avec le déclenchement de la Seconde Guerre mondiale dans le Pacifique et la retraite de la république de Chine à Taiwan, la population macanaise à travers la réintégration des deux communautés disparates de Macao: les macanais de Hong Kong et les macanais de Shanghai. Avec l'invasion japonaise de Hong Kong en 1941, les macanais, échappant à l'occupation, retournèrent à Macao en tant que réfugiés. Ces macanais, dont de nombreux travailleurs qualifiés et des fonctionnaires, parlaient couramment l'anglais et le portugais ont apporté de précieuses compétences commerciales et techniques à la colonie. Un autre groupe distinct au sein de la communauté macanaise sont les 葡 上海 侨; les descendants de colons portugais de Shanghai qui ont agi comme intermédiaires entre les autres étrangers et les Chinois dans le « Paris de l'Orient ». Ils ont émigré de Shanghai à Macao en 1949 avec la venue de la Armée populaire de libération. Beaucoup parlaient peu le portugais et avaient quitté le Portugal depuis plusieurs générations, parlant principalement l'anglais et Shanghaïen, et/ou le mandarin. Au cours de la Seconde Guerre mondiale, la révolution des Œillets, et avant et après le retour de Macao à la Chine, les macanais ont nouveau migré vers les colonies portugaises d'Afrique et au Brésil, ou d'autres pays d'Amérique latine, Canada, États-Unis et Australie. Ceux qui sont retournés à Macao parlent souvent anglais, espagnol, portugais, chinois, macanais, et des langues africaines.

### Période chinoise
Au début de l'après-1974 et l'indépendance des autres colonies portugaises, le retour de Macao à la Chine a été accéléré, la communauté macanaise a commencé à perdre son héritage portugais. Beaucoup de Portugais, eurasiens et Chinois qui ont été fidèles aux portugais sont partis après le retour à la Chine. De ceux qui restaient, beaucoup d'enfants - y compris ceux d'origine chinoise pure - passèrent du portugais à l'anglais dans les études secondaires, d'autant que beaucoup de parents ont reconnu la valeur décroissante de la scolarité portugaise. Dans le même temps, les macanais d'origine portugaise ont aussi appris le cantonais et le mandarin pour être capable de communiquer avec les non lusophones. Aujourd'hui, la plupart des macanais - s'ils sont encore assez jeunes - peuvent apprendre à lire et à écrire le chinois. Beaucoup voient un créneau pour les personnes parlant couramment le portugais, cantonais et mandarin.

## Litige sur l'identité des macanais
Il y a un certain conflit autour de la signification exacte de « macanais ». Un essai de Marreiros offre un large spectre sur les « types de macanais », allant des Chinois convertis chrétiens qui vivent parmi les Portugais aux descendants des vieilles familles établies de lignée portugaise; tous les groupes sont intégrés dans ce groupe historiquement légitimé. En règle générale, il n'est pas un point de référence, même pour la vie des Chinois de souche ayant grandi à Macao, ils s'identifient souvent comme chinois ou chinois de Macao ; « Macanais » est appliqué aux personnes qui ont été acculturés par le biais de l'éducation occidentale et de la religion et qui sont reconnues par la communauté macanaise comme étant des macanais.
Traditionnellement, la base de l'appartenance ethnique de Macao a été l'utilisation de la langue portugaise à la maison ou des alliances avec des motifs culturel portugais, et pas seulement déterminée par les lignées héréditaires. Pina-Cabral et Lourenço suggèrent que cet objectif est atteint, « à savoir par l'intermédiaire du portugais langue-système scolaire ». Souvent, en raison de la proximité avec les Portugais, les macanais s'identifient étroitement avec les ressortissants portugais comme équation de la race chinoise en opposition multi raciale et multi culturelle. En pratique, toutefois, être macanais est laissé à la façon dont les individus se catégorisent. Depuis la réintégration de Macao à la république populaire de Chine à la fin de 1999, les définitions traditionnelles sont dans un état de reformulation. Étant donné le climat politique peu changeant à Macao, certains en viennent à reconnaître et s'identifier plus étroitement avec un patrimoine chinois.

## Personnalités macanaises
- António Conceição Júnior - artiste
- Deolinda da Conceição - écrivain
- Henrique de Senna Fernandes - avocat/écrivain
- José dos Santos Ferreira - poète
- Rui Manuel Silva Gomes do Amaral - Artiste/Banquier
- 嘉碧儀 Cerina Filomena da Graça - première dauphine de Miss Hong Kong, actrice
- 鄭碧影 Bik-Ying Cheng - Opéra cantonais et actrice de cinéma dans les années 1950
- Joe Junior (actuel nom: Jose Maria Rodrigues Jr.) - chanteur & acteur
- 賈思樂 Louis Castro - acteur/chanteur des années 1970/80
- Teresa Castro - chanteuse des années 1970/80, sœur de Louis
- Ana Kuan Barroso - première dauphine de Miss Macao & mannequin
- 肥媽 Maria Cordero - chanteuse/actrice
- 黎芷珊 Maria Luisa Leitão - personnalité de la télévision, nièce de Clementina Leitão 黎婉華
- Uncle Ray (Ray Cordeiro) - DJ radio
- 李嘉欣 Michelle Monique Reis - Miss Hong Kong 1988, socialite et actrice
- 梁洛施 Isabella Nolasco da Silva - actrice, chanteuse, et mannequin
- 夏健龍 Dino Acconci - Membre d'un groupe de rock Soler
- 夏利奧 Julio Acconci - Membre d'un groupe de rock, frère de Dino Soler
- John Rocha, designer
- Pedro José Lobo
- 羅保議員 (Sir Roger Lobo) - ancien député hongkongais, venant de la famille Lobo.
- 黎婉華 Clementina Leitão - ex femme de Stanley Ho.
- Colonel Vicente Nicolau de Mesquita - un commandant d'un groupe de 36 soldats portugais, qui a remporté la bataille de Passaleão, qui a été livrée près de la Portas do Cerco, contre 400 soldats chinois, le 25 août 1849.